# Притті-Прері (Канзас)
Притті-Прері (англ. Pretty Prairie) — місто (англ. city) в США, в окрузі Ріно штату Канзас. Населення — 660 осіб (2020).

## Географія
Притті-Прері розташоване за координатами 37°46′45″ пн. ш. 98°1′21″ зх. д. / 37.77917° пн. ш. 98.02250° зх. д. (37.779144, -98.022563).  За даними Бюро перепису населення США в 2010 році місто мало площу 1,58 км², з яких 1,45 км² — суходіл та 0,13 км² — водойми. В 2017 році площа становила 1,49 км², уся площа — суходіл.

## Демографія
Згідно з переписом 2010 року, у місті мешкало 680 осіб у 272 домогосподарствах у складі 190 родин. Густота населення становила 429 осіб/км².  Було 304 помешкання (192/км²).
Расовий склад населення:
| - 96,0 % — білих - 0,3 % — корінних американців - 0,1 % — чорних або афроамериканців - 0,1 % — азіатів - 1,0 % — осіб інших рас |

До двох чи більше рас належало 2,4 %. Частка іспаномовних становила 3,1 % від усіх жителів.
За віковим діапазоном населення розподілялося таким чином: 25,3 % — особи молодші 18 років, 50,1 % — особи у віці 18—64 років, 24,6 % — особи у віці 65 років та старші. Медіана віку мешканця становила 42,4 року. На 100 осіб жіночої статі у місті припадало 89,4 чоловіків;  на 100 жінок у віці від 18 років та старших — 86,1 чоловіків також старших 18 років.
Середній дохід на одне домашнє господарство  становив 42 261 долар США (медіана — 33 750), а середній дохід на одну сім'ю — 49 555 доларів (медіана — 42 656). Медіана доходів становила 37 292 долари для чоловіків та 31 667 доларів для жінок. За межею бідності перебувало 26,6 % осіб, у тому числі 45,3 % дітей у віці до 18 років та 10,5 % осіб у віці 65 років та старших.
Цивільне працевлаштоване населення становило 283 особи. Основні галузі зайнятості: освіта, охорона здоров'я та соціальна допомога — 37,8 %, сільське господарство, лісництво, риболовля — 13,1 %, публічна адміністрація — 10,6 %, виробництво — 9,2 %.